# Damen Verolme Rotterdam
Damen Verolme Rotterdam is een scheepswerf in Rotterdam-Botlek. De werf werd in 1957 begonnen door Cornelis Verolme als Verolme Dok en Scheepsbouw Maatschappij NV (VDSM). Het was de eerste, geheel nieuw gebouwde werf in het havengebied van Rotterdam bestemd voor de bouw van grote schepen, waaronder mammoettankers. Onderdeel van de werf was het grootste gegraven droogdok van Europa.
Vanaf 1981, onder de naam Verolme Botlek BV, kwam de nadruk te liggen op reparatie en onderhoud van offshoreconstructies. Sinds 2002 is de werf als Keppel Verolme BV een werkmaatschappij van het scheepsbouwconcern Keppel Corporation Ltd uit Singapore. Per 1 juli 2017 is de werf een onderdeel van Damen Shipyards en de naam werd gewijzigd in Damen Verolme Rotterdam.
De werf heeft drie gegraven dokken en een kadelengte van meer dan 1800 meter.

## Verolme Dok en Scheepsbouw Maatschappij
In 1955 - een jaar voor de Suezcrisis - besloot Cornelis Verolme een nieuwe scheepswerf te bouwen om te voorzien in de behoefte naar steeds grotere schepen. Tegelijkertijd ontwikkelde het Gemeentelijk Havenbedrijf Rotterdam (GHR) het nieuwe haven- en industriegebied Botlek in de Bospolder van het eiland Rozenburg. Cornelis Verolme was een van de eerste huurders om hier, in een enorme lege ruimte en zonder enige hinder van reeds gevestigde gebruikers, rechtstreeks aan de Nieuwe Waterweg aan diep vaarwater dicht bij zee, zijn droom op het gebied van toonaangevende scheepsnieuwbouw en reparatie te verwezenlijken.
De VDSM was onderdeel van het scheepsbouwconcern Verolme Verenigde Scheepswerven NV (VVSW) te Rotterdam (voor het buitenland: Verolme United Shipyards), in 1955 ontstaan uit een bundeling van de bedrijven van Cornelis Verolme.

### Uitrusting van de werf

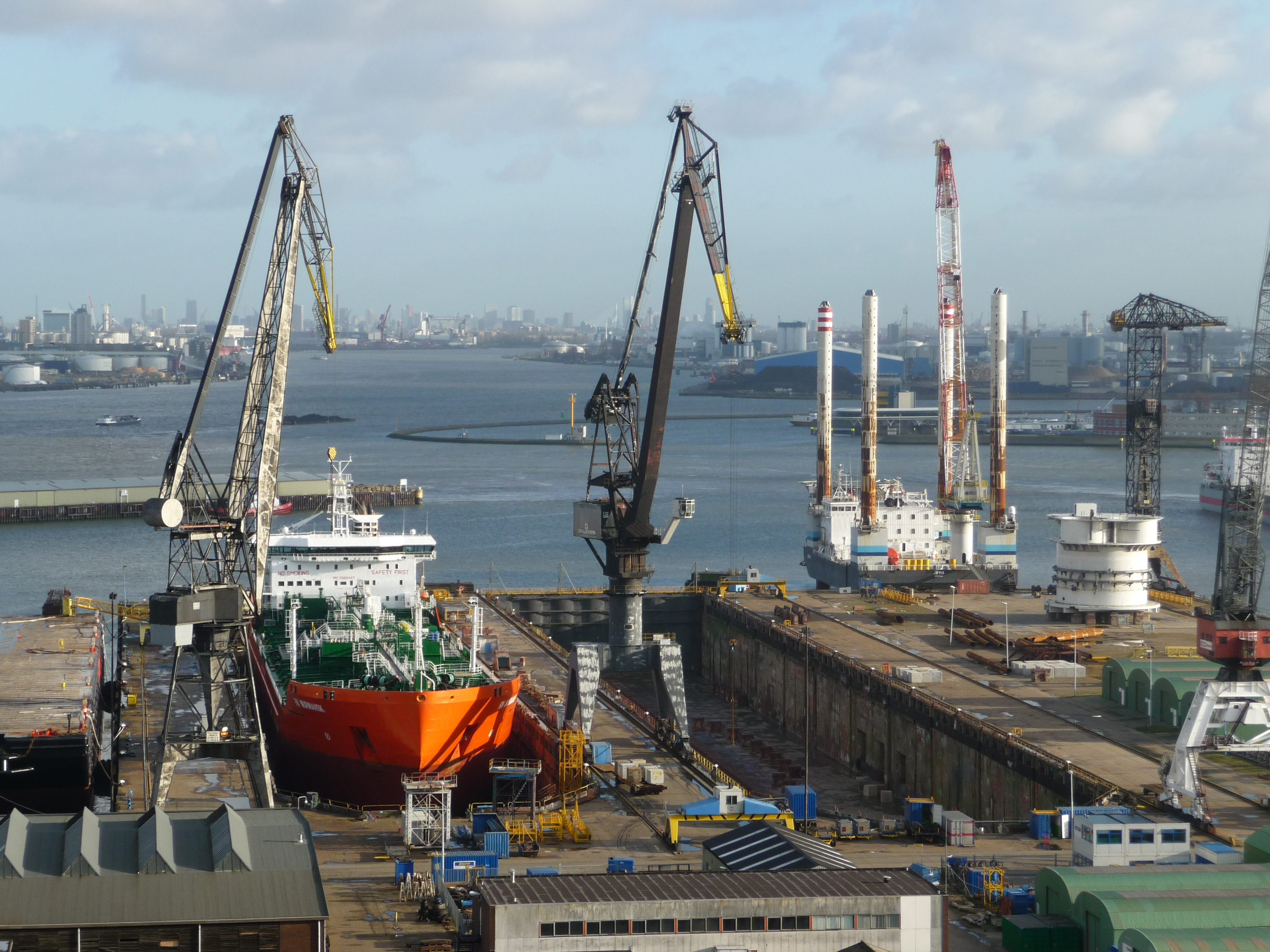
Dok 5 en 6. In dok 5 ligt de RN Murmansk.

VDSM was een volgens de modernste inzichten ontworpen nieuwe werf met gegraven droogdokken, een nieuwbouwhelling en drijvende dokken voor de nieuwbouw en reparatie van zeeschepen, waaronder op dat moment vooral mammoettankers. Op 27 juni 1957 werd de grootste en modernste scheepswerf van Europa officieel geopend.
In de daarop volgende jaren werd VDSM steeds verder uitgebreid. Aan het eind van de jaren zestig bestond de werf uit twee gegraven droogdokken (tot 60.000 en 110.000 dwt), drie drijvende droogdokken (tot 4000, 20.000 en 35.000 dwt) en twee nieuwbouwhellingen, een voor schepen tot 60.000 dwt en in 1969 een tweede, veel grotere helling geschikt voor de bouw van schepen tot 650.000 dwt. Over deze helling verrees een grote portaalkraan met een maximale hijscapaciteit van 750 ton, waarop in grote letters de naam Verolme te lezen was.

### Uitbreiding met een superdok

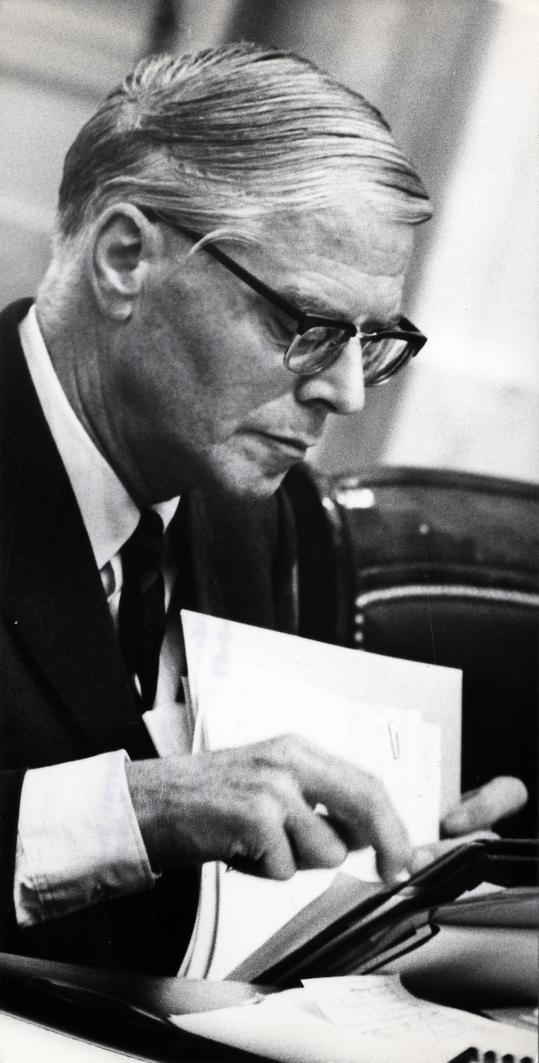
Minister de Block van Economische Zaken in de Tweede Kamer (in verband met de kwestie Verolme) op 25 september 1969.

Cornelis Verolme zag dat de omvang van schepen bleef toenemen en wilde deze groei voor zijn. Hij wilde de bouw van een superdok waarmee hij zeer grote mammoettankers met een grootte van ruim 250.000 dwt zou kunnen bouwen. Vanaf 1965 sloot hij hiervoor al contracten af. Voor dit doel had hij een bouwdok nodig van 350 meter lengte en 52 meter breedte, wat alleen op zijn werf VDSM in Rozenburg aangelegd zou kunnen worden.
Hij kon de bouw van zo'n dok echter niet betalen. Verolme was gewend zijn verdiende geld onmiddellijk in nieuwe projecten te investeren, was gewend werfaanleg met termijnbetalingen voor nieuwbouwopdrachten te financieren en zette weinig geld opzij. Daarom vroeg hij in juni 1967 de overheid om een kredietgarantie voor de bouw van een droogdok van circa 500.000 ton, dat begroot was op 75 miljoen gulden.
Deze aanvraag om overheidssteun voor de bouw van het superdok kan achteraf tevens als het beginpunt gezien worden van de latere teneergang van het RSV-concern. Toenmalig Minister van Economische Zaken L. de Block aarzelde lang voordat hij een besluit nam. Toen het besluit kwam, was het er een onder voorwaarden. Verolme zou in ruil voor de financiering de in moeilijkheden geraakte Nederlandsche Dok en Scheepsbouw Maatschappij (NDSM) te Amsterdam moeten overnemen. In zijn wens om het superdok koste wat het kost te realiseren, accepteerde Verolme dit aanbod. Daarop werd het destijds grootste gegraven droogdok van Europa met een omvang van 405 bij 90 meter in 1970 aangelegd. Het kon schepen tot 500.000 dwt opnemen.

### Gebouwde schepen
Met zijn nieuwe werf waar de grootste schepen van Nederland gebouwd konden worden, haalde Cornelis Verolme regelmatig de publiciteit. Keer op keer kon weer ergens het woordje "grootste" voorgeplakt worden: de ene keer het grootste schip, dan weer de grootste tanker, soms met de restrictie "Nederlandse", dan weer met de restrictie "in Nederland gebouwde", het was bij Cornelis Verolme altijd "groot, groter, grootst". Op 10 mei 1969 werd de grootste tanker die tot dan in Nederland was gebouwd, de Esso Cambria (255.000 dwt), te water gelaten. In 1974 werd de Lepton te water gelaten, met 318.000 dwt het grootste in Nederland gebouwde schip. Naast mammoettankers bouwde VDSM ook andere typen schepen, maar gezien de uitrusting van de werf waren het wel altijd de grotere eenheden van een bepaald type. Vooral bulkcarriers en productentankers, zoals de zwaveltanker Harry C. Webb, werden gebouwd, later ook containerschepen.

## Verolme Botlek BV

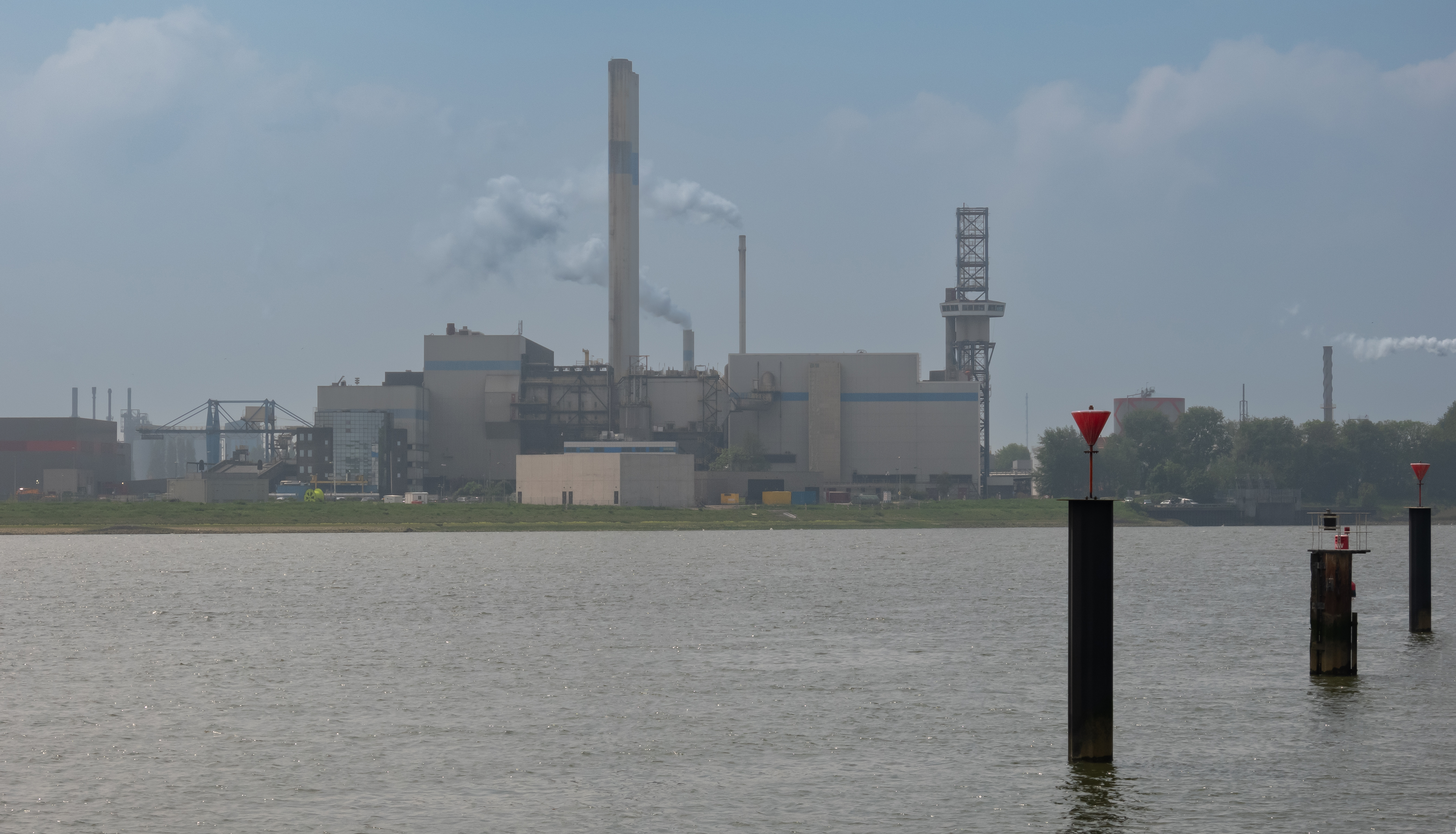
Rotterdam-Botlek, terrein Damen Verolme

Als goed uitgeruste scheepswerf aan diep vaarwater wist VDSM het debacle rond het RSV-concern te overleven. Het bedrijf werd verzelfstandigd en ging in 1981 als Verolme Botlek BV verder. De bekende scheepshelling aan de Nieuwe Waterweg werd gesloten; het ernaast gelegen bouwdok werd gedempt en de scheepsnieuwbouw en -reparatie werd beëindigd; men concentreerde zich steeds meer op de offshore. Booreilanden, productieplatforms en aanverwante grote objecten werden gerepareerd, onderhouden en omgebouwd, zoals het diepwaterconstructieschip Balder. Door de ligging aan diep vaarwater dicht bij de Noordzee-olievelden werd het bedrijf tevens bekend als "parkeerplaats" waar dit soort gevaarten tijdelijk opgelegd konden worden in afwachting van nieuwe contracten of betere tijden.
In november 1987 werd Verolme Botlek overgenomen door Wilton-Fijenoord Holding BV in Schiedam. Als onderdeel van de reparatiesector van dit concern bleef het bedrijf actief in de offshore. Toen in 1994 Wilton-Fijenoord Holding in financiële problemen kwam, werd het concern op 13 mei 1998 verkocht aan RDM Technology BV van Joep van den Nieuwenhuyzen.
In 2001 verkocht Verolme Botlek het superdok aan het Gemeentelijk Havenbedrijf Rotterdam (GHR) voor bijna 11 miljoen euro omdat het een integraal onderdeel van het land vormt waarin het is uitgegraven. Dit land was al eigendom van het GHR. Het dok wordt sindsdien, evenals het omliggende terrein, aan Verolme Botlek verhuurd.

## Keppel Verolme BV
In 2002 werd Verolme Botlek overgenomen door het scheepsbouwconcern Keppel Corporation uit Singapore. Vanaf 1 juli 2002 ging het bedrijf verder onder de naam Keppel Verolme BV. De nieuwe eigenaar maakte het mogelijk vaker mee te dingen naar wereldwijde contracten voor complexe ombouwoperaties aan allerhande vaartuigen.
Nog steeds is de offshore een belangrijke klant, maar de mogelijkheden van het superdok kunnen ook leiden tot geheel andere opdrachten, zoals bleek bij de ombouw van een cruiseschip in 2005. Op 15 mei 2005 arriveerde het cruiseschip Enchantment of the Seas van Royal Caribbean Cruise Line (RCCL) bij de werf voor de inbouw van een 22,2 meter lang geprefabriceerd tussenstuk. Dit tussenstuk was al eerder bij Kvaerner Masa Yards in Turku (Finland) gebouwd en op 1 mei op een ponton bij de werf gearriveerd. Het voordeel van het superdok bleek hier overduidelijk. Schip en tussensectie pasten naast elkaar in het dok, nadat het schip halverwege door midden was gezaagd en het voorschip een stuk naar voren was versleept, kon het tussenstuk er eenvoudigweg vanaf opzij tussengeschoven worden. Na ruim een maand was het karwei geklaard en kon het schip op 23 juni 2005 de werf weer verlaten.
In 2015 realiseerde de werf een winst van € 9,2 miljoen op een omzet van 106 miljoen euro.
In oktober 2016 maakte Keppel Verolme bekend dat bijna 100 van de 350 banen gaan verdwijnen. De scheepswerf krijgt weinig nieuwe orders van de offshoresector door de lage olieprijzen.

## Onderdeel Damen Shipyards
In april 2017 maakten Damen Shipyards, de grootste scheepsbouwer van Nederland, en Keppel Offshore & Marine bekend dat Damen de Rotterdamse reparatiewerf Keppel Verolme gaat overnemen. De overname werd op 1 juli 2017 afgerond en de werf gaat verder als Damen Verolme. Damen heeft met de overname zijn positie in de scheepsreparatiemarkt versterkt..
In juni 2021 kregen nog eens bijna 90 werknemers hun ontslag aangezegd. Damen kon uiteindelijk de belofte niet nakomen om van de Verolme-werf een bloeiende organisatie te maken. Nu krimpt het bedrijf nog een keer in, waardoor het eigenlijk niet meer op de wereldkaart meespeelt in de markt.

## Trivia
In juli 1962 werd ten westen van VDSM een tankreinigingsbedrijf in gebruik genomen onder de naam Verolme Tankcleaning.